# ClamAV

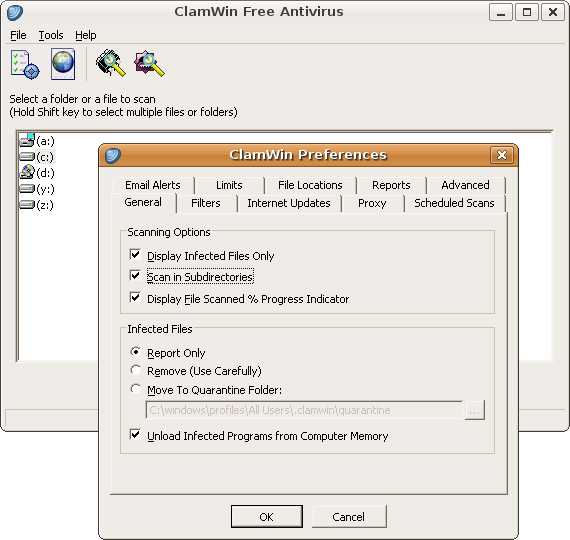
ClamWin

Clam AntiVirus — пакет антивирусного ПО, работающий во многих операционных системах, включая Unix-подобные ОС, OpenVMS, Microsoft Windows и Apple macOS.
Выпускается под GNU General Public License, и является свободным программным обеспечением.
17 августа 2007 года проект ClamAV приобрела компания Sourcefire, производитель известной системы обнаружения вторжений Snort. По словам директора компании, Мартина Рауша, в ближайшее время продукты Snort и ClamAV будут объединены. Однако разработки ClamAV продолжат развиваться и предлагаться как отдельные бесплатные технологии.
Главная цель Clam AntiVirus — интеграция с серверами электронной почты для проверки файлов, прикреплённых к сообщениям. В пакет входит масштабируемый многопоточный демон clamd, управляемый из командной строки сканер clamscan, а также модуль обновления сигнатур по Интернету freshclam.
Возможности Clam AntiVirus:
- управление из командной строки;
- возможность использования с большинством почтовых серверов, включая реализацию milter-интерфейса для Sendmail;
- сканер в виде библиотеки Си;
- сканирование файлов и почты «на лету»;
- определение свыше 850 000 вирусов, червей, троянов, сообщений фишинга;
- анализ сжатых файлов RAR (2.0, 3.0), Zip, Gzip, Bzip2, MS OLE2, MS Cabinet, MS CHM (сжатый HTML) и MS SZDD;
- поддержка сканирования mbox, Maildir и «сырых» почтовых файлов;
- анализ файлов формата Portable Executable, упакованных UPX, FSG или Petite.

## Функции
ClamAV включает в себя сканер командной строки, автоматическое средство обновления базы данных и масштабируемый многопоточный демон, работающий на антивирусном ядре из общей библиотеки.[3] Приложение имеет интерфейс Milter для отправленной почты и сканирования по требованию. Он распознает:
- Форматы ZIP, RAR, Tar, Gzip, Bzip2, OLE2, Cabinet, CHM, BinHex и SIS
- Большинство форматов почтовых файлов
- Файлы ELF и Portable Executable (PE), сжатые с помощью UPX, FSG, Petite, NsPack, wwpack32, MEW и Upack или запутанные с помощью SUE, Y0da Cryptor.
- Форматы файлов Office Open XML, HTML, Rich Text Format (RTF) и Portable Document Format (PDF).

## Frontend
- KlamAv — GUI для Clam AntiVirus в среде KDE.
- ClamTk — GUI для Clam AntiVirus в среде GNOME.

## Блокировка в России
С марта 2022 года разработчик запретил доступ ко всему своему сайту, включая обновления, для российских IP-адресов. Обновление антивирусных баз возможно с альтернативных «зеркал», репозиториев.